# Трикутна теорія кохання
Трикутна теорія кохання — теорія кохання, розроблена психологом Робертом Стернбергом. В контексті взаємостосунків, «трьома компонентами кохання, згідно з трикутною теорією, є близькість, пристрасть і зобов'язання».
1. Близькість — охоплює почуття причетності, єдності та пов'язаності.
2. Пристрасть  — охоплює і закоханість і сексуальну привабливість.
3. Зобов'язання — передбачають, у короткостроковій перспективі, рішення залишатися з партнером, і у довгостроковій перспективі, спільні досягнення і плани на майбутнє.

## Форми кохання
| \| \| Близькість \| Пристрасть \| Зобов'язання \| \| Відсутність кохання \| \| \| \| \| Симпатія/Дружба \| x \| \| \| \| Закоханість \| \| x \| \| \| Пусте кохання \| \| \| x \| \| Романтичне кохання \| x \| x \| \| \| Дружнє кохання \| x \| \| x \| \| Фатальне кохання \| \| x \| x \| \| Досконале кохання \| x \| x \| x \| |            |            |              |
| |            |            |              |
| | Близькість | Пристрасть | Зобов'язання |
| Відсутність кохання |            |            |              |
| Симпатія/Дружба | x          |            |              |
| Закоханість |            | x          |              |
| Пусте кохання |            |            | x            |
| Романтичне кохання | x          | x          |              |
| Дружнє кохання | x          |            | x            |
| Фатальне кохання |            | x          | x            |
| Досконале кохання | x          | x          | x            |

- Відсутність кохання «являє собою просту відсутність всіх трьох компонентів кохання. Відсутність кохання характеризує переважну більшість наших особистих взаємовідносин, повсякденну взаємодію»[2].

- Симпатія/Дружба «терміни використані тут у нетривіальному сенсі. Краще відносити їх до набору почуттів у стосунках, які можна справедливо характеризувати як дружбу. Людина відчуває близькість, пов'язаність і теплоту щодо іншої, без почуття сильної пристрасті чи довгострокових зобов'язань»[3].

- Закоханість «з'являється разом з відчуттям пробудження пристрасті й за відсутності близькості та зобов'язань»[4]. Романтичні стосунки часто починаються як нерозважливе кохання і перетворюються на романтичну любов коли з часом з'являється близькість. Без появи близькості чи зобов'язань закоханість може раптово зникнути.

- Пусте кохання характеризується зобов'язаннями без близькості і пристрасті. Сильніше кохання може вироджуватись у пусте кохання. У шлюбах за домовленістю відносини подружжя можуть розпочинатись як пусте кохання і переходити в іншу форму, демонструючи як «пусте кохання не обов'язково є кінцевою стадією тривалих стосунків… [але] скоріше початком ніж кінцем»[5].

- Романтичне кохання «постає з поєднання таких компонентів любові як близькість і пристрасть … романтичні закохані не тільки мають фізичне тяжіння один до одного, а й пов'язані емоційно»[6], однак між ними відсутні стійкі зобов'язання.